# Antonio Losada Diéguez
Antón Losada Diéguez (Boborás, 1884-Pontevedra, 1929) fue un intelectual galleguista y escritor gallego.
Pertenecía a una familia de la nobleza rural, de ideología tradicionalista y ultracatólica. Estudió Letras en Deusto y Derecho en Santiago de Compostela. Doctor en Filosofía e licenciado en Dereito, en 1913 gana una cátedra, siendo destinado a Toledo, aunque en poco tiempo conseguiría el traslado a Orense, donde hizo amistad con los hombres del cenáculo de Vicente Risco. Pasó después a ejercer en Pontevedra.
Con Risco y Noguerol, funda en 1920 la revista Nós. Preside la I Asamblea Nacionalista de Lugo. En 1924 ingresa en el Seminario de Estudos Galegos. Integrante de las Irmandades da Fala, tiene un papel notorio en la conversión del que iba a ser el núcleo de la Generación Nós.
Se le dedicó el Día de las Letras Gallegas de 1985. En su memoria se instituyó el Premio Losada Diéguez, concedido anualmente y desde 1986 por los ayuntamientos de Boborás y Carballiño en dos modalidades, investigación y creación literaria.